# Gliese 699.1
Gliese 699.1 è una stella posta a circa 51,04 anni luce nella costellazione dell'Orsa Minore leggermente ad ovest di ε Ursae Minoris.
Si tratta di una nana bianca ed è caratterizzata da uno dei più elevati valori di moto proprio.